# لاري هولمز (سياسي)
لاري هولمز (بالإنجليزية: Larry Holmes)‏ هو سياسي أمريكي، ولد في 1949. نشط حزبياً في Workers World Party ‏.